# Lucidina vitalisi
Lucidina vitalisi is een keversoort uit de familie glimwormen (Lampyridae). De wetenschappelijke naam van de soort is voor het eerst geldig gepubliceerd in 1917 door Pic.